# Izvoarele, Olt
Izvoarele este satul de reședință al comunei cu același nume din județul Olt, Muntenia, România. Din punct de vedere istoric în localitate regăsim Monumentul Eroilor Romnâni dar si Biserica construita în anul 1937 prin truda mai multor localnici dar și vrednicului de pomenire ctitor Sarbulescu I. Dinu , fiul epitropului Sarbulescu Ilie, om legat strâns de biserica veche a localitati , arsa într-un devastator incendiu în anul 1912.
 Acest articol despre o localitate din județul Olt este deocamdată un ciot. Puteți ajuta Wikipedia prin completarea lui.

Sat de o frumusețe rară cu păduri verzi de foioase, străbătut de râul Cungrea și cu celebrul copac,Tecul de la Ionicesti.